# Jewhen Sahrebelnyj
Jewhen Oleksijowytsch Sahrebelnyj (ukrainisch: Євген Олексійович Загребельний; russisch Евгений Алексеевич Загребельный; * 10. August 1967) ist ein ehemaliger ukrainischer Radrennfahrer.

## Sportliche Laufbahn
Sahrebelnyj war im Straßenradsport aktiv. Er startete in der ehemaligen Sowjetunion in der Nationalmannschaft der Straßenfahrer. Bei den Straßenradsport-Weltmeisterschaften 1987 wurde er mit dem sowjetischen Vierer mit Asjat Saitow, Wiktor Klimow und Ihar Sumnikau Vize-Weltmeister im Mannschaftszeitfahren. Bei den Straßenradsport-Weltmeisterschaften 1989 gewann Sahrebelnyj mit dem sowjetischen Straßenvierer die Bronzemedaille im Mannschaftszeitfahren.
1985 war er Zweiter der Straßenradsport-Weltmeisterschaften der Junioren hinter Raymond Meijs geworden. Auch im Mannschaftszeitfahren gewann er die Silbermedaille. 1990 gewann er zwei Etappen der Mexiko-Rundfahrt und das Rennen Cinturón Ciclista Internacional a Mallorca mit einem Tageserfolg. 1991 holte er in der Österreich-Rundfahrt einen Etappensieg. 1992 wurde er Vize-Meister der Ukraine im Straßenrennen hinter Wolodymyr Pulnikow. Im Etappenrennen Memorial Colonel Skopenko 1986 kam er auf den zweiten Rang. 1992 wurde er Mitglied des ersten russischen Radsportteams Russ-Baikal. 1994 wurde er Zweiter der Vuelta Ciclista del Uruguay und gewann dort eine Etappe.